# Gårdtjärnen (Lidens socken, Medelpad)
Gårdtjärnen är en sjö i Sundsvalls kommun i Medelpad och ingår i Indalsälvens huvudavrinningsområde.